# Arsenio Campos
Arsenio Campos (Tijuana, 26 de janeiro de 1946 – Saltillo, 1 de abril de 2025) foi um ator mexicano de cinema e televisão. Morreu no dia 1 de abril de 2025, aos 79 anos.

## Carreira

### Telenovelas
- Por amar sin ley (2018) .... Gilberto
- Mi marido tiene familia (2017) .... Dr. Lisboa
- Tres veces Ana (2016) .... Sandro Escárcega
- Simplemente María (2015) .... Eugenio Ceniceros
- Hasta el fin del mundo (2014–2015) .... Artemio Blanco
- Amores verdaderos (2012–2013) .... Felipe Guzmán
- Por ella soy Eva (2012) .... Sr. Escudero
- Soy tu dueña (2010) .... Padre Justino Samaniego #2
- Camaleones (2009) .... Sr. Santoscoy
- Las tontas no van al cielo (2008) .... Agente Scott
- Al diablo con los guapos (2007–2008) .... Peralta
- Amar sin límites (2006) .... Leandro Burgay
- Apuesta por un amor (2004–2005) .... Ignacio Andrade
- Amar otra vez (2004) .... Javier
- Corazones al límite (2004)
- Así son ellas (2002) .... Mariano Madrigal
- Navidad sin fin (2001) .... Carmelo
- Amigas y rivales (2001) .... Padre Tomás
- Atrévete a olvidarme (2001) .... Patricio
- El noveno mandamiento (2001) .... Ramiro González
- Cuento de Navidad (1999) .... Mateo
- DKDA: Sueños de juventud (1999–2000) .... Felipe
- Infierno en el paraíso (1999) .... Santiago
- Ángela (1998–1999) .... Oscar Lizárraga
- Sentimientos ajenos (1996) .... Joaquín
- Confidente de secundaria (1996) .... Jorge
- La paloma (1995) .... Luis Alarcón
- Bajo un mismo rostro (1995)
- Corazón salvaje (1993) .... Alberto de la Serna
- Entre la vida y la muerte (1993) .... Francisco del Valle
- Amor de nadie (1990) .... Jesús
- Balada por un amor (1989–1990) .... Rafael Allende
- Mi segunda madre (1989) .... Felipe
- El rincón de los prodigios (1987–1988)
- El camino secreto (1986) .... Roberto Zárate
- De pura sangre (1985–1986) .... Diego Bustamante
- Tú o nadie (1985) .... Claudio
- El maleficio (1983–1984) .... Álvaro
- Bodas de odio (1983–1984) .... Sebastián de la Cruz y Cañizares
- Mundos opuestos (1976–1977) .... Álvaro
- La tierra (1974–1975) .... Carlos
- La hiena (1973) .... Roberto
- Mi primer amor (1973)

### Séries
- Como dice el dicho (2011)
- Hermanos y detectives (2009)
- Mujeres asesinas (2009) .... Mario (episodio: "Cecilia, prohibida")
- La rosa de Guadalupe (2008)
- Cosas insignificantes .... Marcos
- El Amigo de los Árboles
- Rincón de Amor .... Don Genaro
- La Sombra de la Venganza
- Mujer, casos de la vida real (2002-2006)
- Diseñador ambos sexos (2001)  .... Hostess (Capítulo 17: Trabajando como abejita)
- ¿Qué nos pasa? (1998)
- Destinos (1992) .... Carlos

### Filmes
- Animales en peligro (2004)
- Carreras parejeras (2002)
- Los muertos no hablan (2000)
- Reclusorio III (1999)
- El recomendado (1999)
- El mensajero del miedo (1999)
- La fiesta de los perrones (1999)
- Pesadilla infernal (1997)
- Fuera de serie' (1997)
- Amor que mata (1994)
- Muerte en altamar (1994)
- Hombres de acero (1993)
- La fichera más rápida del oeste (1992)
- Venganza (1992)
- La insaciable (1992)
- Con ganas de morir (1992)
- La huella (1991)
- Infamia (1991)
- El intruso (1991)
- El descuartizador (1991)
- La leona (1991)
- La taquera picante (1990)
- Muerto al hoyo... y al vivo también (1990)
- Cita con la muerte (1989)
- Con el odio en la piel (1988)
- La noche de la bestia (1988)
- Durazo, la verdadera historia (1988)
- La pandilla infernal (1987)
- Persecución en Las Vegas: Volveré (1987)
- Herencia de sangre (1987)
- Mentiras (1986)
- Esos viejos rabo verde (1983)
- Allá en el rancho de las flores (1983)
- Pistoleros famosos III (1983)
- Valentín Lazaña (1982)
- Las siete cucas (1981)
- Picardía mexicana - número dos (1980)
- Bloody Marlene (1979)
- Discotec fin de semana (1979)
- La hija del contrabando (1979)
- Ratas del asfalto (1978)
- Mil caminos tiene la muerte (1977)
- Vacaciones misteriosas (1977)
- Las cenizas del diputado (1977)
- Los albañiles (1976)
- Alas doradas (1976)
- El albañil (1975)
- Cristo te ama (1975)
- El secuestro  (1974)
- La muerte de Pancho Villa (1974)
- Los doce malditos (1974)
- El primer amor (1974)
- El juego de la guitarra (1973)
- Los cachorros (1973)
- Los enamorados (1972)
- Victoria (1972)
- Tacos al carbón (1972)
- Yo, tú, nosotros (1972)
- Intimidades de una secretaria (1971)
- Las puertas del paraíso (1971)
- Sin salida (1971)
- Ya sé quien eres (1971)
- Para servir a usted (1971)